# Keserwan
Keserwan is een district in het gouvernement Libanongebergte in Libanon. De hoofdstad is de stad Jounieh.
Keserwan heeft een oppervlakte van 336 vierkante kilometer en een bevolkingsaantal van 123.600. Het district telt 48 gemeenten.